# دارین، وسترن استرالیا
دارین (به انگلیسی: Dowerin) یک شهرک در استرالیا است که در استرالیای غربی واقع شده‌است.